# Frank C. McCord
Pour les articles homonymes, voir McCord.
Frank Carey McCord (2 août 1890 - 4 avril 1933) a servi comme Commodore dans la marine américaine (United States Navy).

## Biographie
Frank C. McCord est né le 2 août 1890 à Vincennes dans l'état d'Indiana. Avant de venir à Annapolis, il a vécu dans sa ville natale et a passé trois ans au lycée de cette ville. Il est nommé aspirant (Midshipman) le 5 juillet 1907 à l'âge de 17 ans. Il est promu au grade de commander le 4 juin 1931. Il est diplômé de l'Académie navale. Il a commandé un torpilleur pendant la guerre et a ensuite été officier exécutif de la base aéronavale de Lakehurst. Le 30 juin 1932, il est nommé commandant du dirigeable rigide USS Akron. Le commander McCord est à bord lorsque le Akron rencontre des conditions météorologiques difficiles et s'écrase près de Barnegat Light, dans le New Jersey, le 4 avril 1933. Le commander McCord et 71 autres personnes, dont le contre-amiral William A. Moffett, sont tués.

## Hommage
Frank C. McCord a une plaque commémorative au cimetière national d'Arlington.
L'US Navy a nommé un destroyer de la classe Fletcher USS McCord en son honneur.

## Source
- (en) Cet article est partiellement ou en totalité issu de l’article de Wikipédia en anglais intitulé « USS McCord » (voir la liste des auteurs).